# 환경 연구
환경 연구는 복잡한 문제를 해결하기 위해 환경과 인간의 상호 작용을 체계적으로 연구하는 종합 학문 분야이다. 환경 연구는 현대의 환경 문제를 해결하기 위해 물리 과학, 상업 / 경제 및 사회 과학의 원칙을 결합한다. 환경 연구는 물리 과학, 상업/경제학, 인문학, 사회 과학의 원리를 연결하여 복잡한 현대 환경 문제를 해결한다. 자연환경, 건축환경, 그리고 이들 사이의 관계를 포괄하는 광범위한 연구 분야이다. 이 분야는 생태학 및 환경 과학의 기본 원리뿐만 아니라 윤리, 지리, 인류학, 공공 정책(환경 정책), 교육, 정치학(환경 정치), 도시 계획, 법률, 경제, 철학과 같은 관련 주제에 대한 연구를 포괄한다. , 사회학 및 사회 정의, 계획, 오염 통제 및 천연 자원 관리. 석사 학위와 학사 학위를 포함하여 다양한 환경 연구 학위 프로그램이 있다. 환경 연구 학위 프로그램은 전 세계의 환경 문제에 정면으로 맞서는 데 필요한 광범위한 기술과 분석 도구를 제공한다. 환경 연구 학생들은 우리 시대의 중요한 환경 문제와 개인, 사회 및 지구의 영향을 이해하고 해결하기 위한 지적, 방법론적 도구를 얻는다. 환경교육의 주요 목표는 모든 사회 구성원에게 환경 친화적인 사고와 태도를 심어주는 것이다. 이는 환경 윤리를 확립하고 환경 보호와 생물 다양성의 중요성에 대한 사람들의 인식을 높이는 데 도움이 된다.

## 같이 보기
- 환경 윤리학
- 환경 사회 과학
- 환경사회학
- 지속 가능한 발전